# Regimentsgruß
Der Regimentsgruß ist ein Marsch (Heeresmarsch II, 4), der in den 1920er-Jahren von dem deutsch-schweizerischen Komponisten Heinrich Steinbeck in Meersburg komponiert wurde. Er gehört heute zu den bekanntesten und am häufigsten gespielten Militärmärschen in Deutschland, besitzt aber mittlerweile auch eine internationale Popularität bei Militär- und Zivilorchestern. Ein besonderes Charakteristikum sind seine einfachen, aber sehr exakten und den Marschtritt betonenden Harmonien.  
Obwohl auch schon zu seiner Entstehungszeit bereits sehr bekannt und weit verbreitet, gelangte der Regimentsgruß nur durch einen Zufall in die Heeresmarschsammlung: Ihr Initiator Hermann Schmidt hatte einen anderen, älteren Marsch (den „Marsch der Sibirischen Grenadiere“) versehentlich in zwei ihrer untergeordneten Sammlungen eingetragen. Schmidt korrigierte seinen Fehler, indem er den doppelten Eintrag in der II. Sammlung durch den Regimentsgruß ersetzte.
Oft zu hören ist der Regimentsgruß beim Einmarsch der Truppenfahne und auch beim Ausmarsch einer Ehrenformation der Bundeswehr nach einem Empfang mit militärischen Ehren. Ebenfalls wird der Marsch von Blasorchestern und Tambourcorps auf Schützenfesten gespielt.
Der Marsch ist in der Fallschirmjägertruppe Melodie des Liedes „Grün ist unser Fallschirm“ und in der Panzertruppe „Schwarz [Panzergrenadiere: Grün] ist unser Panzer“.
Als Truppenmarsch war der „Regimentsgruß“ der 1. Luftlandedivision zugeordnet und später dem Radarführungsregiment 2 der Bundeswehr.